# Hermann Grosch
Hermann Grosch (geb. 20. Juni 1844 in Weimar; gest. (?)) war in Weimar Hofuhrmacher und ab 1886 erster Betreiber einer Firma zur Erzeugung elektrischer Energie.
Der erste Elektrotechniker in Weimar war er nicht. Das war eher im Sinne eines Tüftlers der Fotograf Heinrich Hardtmuth, der seine „Dynamomaschine“ in der Schillerstraße 14 hatte. Hardtmuth war der erste Gewerbetreibende, der in Weimar in diesem neuen Metier seine Dienste anbot. Der erste Großabnehmer, wenn  man so will, war das Weimarer Hoftheater, das den Strom hauptsächlich für die Beleuchtung benötigte. In jedem Fall war das Hoftheater das erste öffentliche Gebäude Weimars, das mit Strom versorgt wurde. Hardtmuth starb in den 1880er Jahren. Hermann Grosch sorgte, dass die Stromerzeugung nicht wieder aus dem Wirtschaftsleben der Stadt Weimar verschwand. Grosch hatte seine Firma in der Kaufstraße 13, später am Karlsplatz 5. Neben seinem Kerngeschäft (von Taschenuhren) offerierte Grosch in den frühen 1890er Jahren seine Palette bis zu „Wächter-Kontrolluhren, Thurmuhren“ auch „Telephon- u. Telegraphen-Anlagen“, und „Electrische Uhren“ und Lampen. Im 1908 wieder eingeweihten Hoftheater installierte Grosch die Blitzleiteranlage.
Grosch war Mitbegründer des Centralverbands deutscher Uhrmacher, des Thüringer Uhrmacherverbandes und des Uhrmachervereins in Weimar. Von 1874 bis 1879 war er Vorsitzender des Gewerbevereins und zudem ab 1884 war er Stadtverordneter in Weimar.

## Werke
- Hermann Grosch: Praktisches Handbuch für Uhrmacher: Anleitung zur Kenntniss…, Weimar 1879.